# Sainte-Geneviève-de-Berthier
Sainte-Geneviève-de-Berthier är en kommun i provinsen Québec i Kanada. Den ligger i regionen Lanaudière, i den sydöstra delen av landet, 210 km öster om huvudstaden Ottawa. Antalet invånare var 2 253 vid folkräkningen 2021. Landarean är 67 kvadratkilometer.